# Chiesa di San Michele Arcangelo a Vignole
La chiesa di San Michele a Vignole si trova a Vignole, frazione del comune di Quarrata, in provincia di Pistoia.

## Storia e descrizione
L'edificio risalente, nella sua origine, al periodo longobardo, come la dedicazione all'arcangelo guerriero indica e i recenti scavi confermano, era, all'inizio un caposaldo posto lungo il tracciato che portava dalla via Francigena alla frontiera appenninica del regno bizantino.
Nel secolo XIV, fu edificato, al posto della vecchia torre in parte diruta, l'attuale campanile in cotto, con bifore e monofore a sesto acuto e cupoletta ricoperta da tegole a scaglie. Nella cella campanaria trovano alloggio tre grosse campane intonate in Mi3.
Interessante, risulta constatare dai saggi effettuati, di come il piano di campagna sia cresciuto di oltre tre metri in pochi secoli; segno evidente delle continue alluvioni che si susseguivano in questi luoghi, fino alla bonifica del diciottesimo secolo.  Fino al 1956, era possibile ammirare, nella quasi totale interezza, il fossato che cingeva il complesso un tempo fortificato, nel 1970 fu interrato l'ultimo lembo superstite e ormai degradato, per fare posto alla nuova chiesa.
L'interno, completamente rinnovato nel secolo XVIII, presenta una serie di affreschi e una tela settecentesca raffigurante san Michele arcangelo, secondo l'iconografia raffaellesca.